# 제주 시조창
제주 시조창은 [[제주특별자치도]에서 初章(초장), 中章(중장), 終章(종장)의 3장 형식으로 된 時調詩(시조시)를 일정한 旋律(선율) 및 長短(장단)에 얹어서 부르는 노래이다. 2013년 12월 27일 제주특별자치도의 향토유산 제1호로 지정되었다.

## 지정 사유
조는 조선시대의 시절가로서 양반계급에서 주로 불러졌던 노래임. 일반적으로 정가의 하나로 일컬어지는 시조는 경제시조와 향제시조로 나누는 등 다양한 유파에 의해 양반계층에 널리 알려졌다. 인정자는 시조의 보급과 저변확대를 위해 꾸준히 노력해 온 공로가 인정되어 2003년 향토문화유산의 무형분야로 관리되어 온 만큼 향토유산으로 지정 보호할 가치가 크다.